# Holocaust Education
Als Shoah Education, Holocaust Education oder Holocaust-Erziehung werden pädagogische Konzepte bezeichnet, die eine Auseinandersetzung mit der Shoa ermöglichen sollen. Darunter werden unterschiedliche Ansätze, Methoden und Praktiken historischer und politischer Bildung gefasst.

## Bezeichnung und Definition
Die Bezeichnung Holocaust Education hat sich international durchgesetzt, obwohl sie auf mehreren Ebenen umstritten ist. Kritik richtet sich gegen erstens den Begriff (Brandopfer), weil die ursprünglich christlich-religiöse Konnotation das Geschehen verharmlose. Zudem wird er auch für eine Vielzahl weiterer Gräueltaten genutzt, die nicht in direktem Zusammenhang zur Ermordung europäischer Juden im Nationalsozialismus stehen. Daher werden mitunter Bezeichnungen wie Shoah Education oder Pädagogik der Erinnerung vorgezogen.
In einem eher weiten Begriffsverständnis definiert Oliver Plessow diese als:

“every learning endeavor, concept or activity that focusses on the mass crimes during the National Socialist reign in Germany and - with the beginning of World War II or rather from 1938 onwards - over the neighboring countries that were annexed or occupied.”

„jegliche Lernbestrebungen, Konzepte oder Aktivitäten, die sich auf die Massenverbrechen des Nationalsozialismus in Deutschland und (ab Kriegsbeginn oder genauer gesagt ab 1938) in den annektierten oder besetzten Nachbarländern) fokussieren.“

## Geschichte
Nach dem Ende des Zweiten Weltkriegs spielte in der Reeducation der deutschen Bevölkerung durch die Siegermächte bereits die Konfrontation mit der Shoah eine Rolle. In der deutschsprachigen Pädagogik verwies z. B. Theodor W. Adorno auf die besondere Rolle einer Erziehung nach Auschwitz. Das in diesem Text formulierte Postulat, jegliche Erziehung müsse darauf abzielen, „dass Auschwitz sich nicht wiederholte“ kann als ethische Grundlage der Holocaust Education gelten.
Der jüdische Autor Elie Wiesel sorgte seit den 1960er Jahren nicht nur für die Verbreitung des Begriffes Holocaust, sondern trat auch für eine besondere Pädagogik in den Schulen zuerst in den USA ein. Ihn unterstützte der Historiker Saul Friedländer, als er 1972 ein Quellenbuch für den Unterricht schuf, das über die Anti Defamation League verbreitet wurde. Eine weitere große Stiftung mit diesem Ziel wurde Facing History and Ourselves ab 1976.
Eine breite öffentliche Auseinandersetzung mit der Ermordung der europäischen Juden im Nationalsozialismus wurde in den USA und Deutschland durch die Ausstrahlung der Fernsehserie Holocaust Ende der 1970er Jahre angestoßen und in den 1980er Jahren auch international diskutiert. Diese „Globalisierung der ,Holocaust-Erziehung‘“ zeigte sich auch 1988 in der Gründung der Task Force for International Cooperation on Holocaust Education, Remembrance and Research (ITF). Involviert in die „Supranationalisierung“ der Holocaust-Erziehung waren und sind auch eine Vielzahl internationaler Akteure wie die IHRA (vormals ITF), die UNESCO oder die OSZE. Mit der politischen Integration vormals kommunistischer osteuropäischer Staaten wuchs auch deren Anspruch, auch eine pädagogische Aufarbeitung der kommunistischen Regime in den Fokus zu rücken, was die Holocaust Education in einen  „Wettbewerb um Anerkennung und Ressourcen mit Gulag-Erinnerungsarbeit“ führte.

## Bedeutung
Bei der UNESCO zählt die Erziehung über den Holocaust zu den Schwerpunktthemen innerhalb der Global Citizenship Education (GCED). Sie unterstützt Akteure der Bildungspolitik, die das Ziel verfolgen, „Lernende mit Wissen, Kompetenzen und Handlungsoptionen auszustatten, um zu kritischem Denken zu befähigen und verantwortungsvolle Weltbürger hervorzubringen, welche die Menschenwürde achten sowie Vorurteile und Ausgrenzung – die in Gewalt und Völkermord münden können – ablehnen.“ Mitgliedsstaaten  sollen Programme entwickeln, die dazu beitragen, Ursachen und Konsequenzen des Holocaust zu verstehen und eine Kultur der Prävention zu fördern. Die UNESCO ernannte Serge und Beate Klarsfeld im Jahr 2015 zu UNESCO-Ehrenbotschaftern für Holocaust Education und Genozid-Prävention.
In Deutschland ist die Erziehung über den Holocaust in den Lehrplänen aller Bundesländer vorgegeben und ist verpflichtender Unterrichtsgegenstand in den Jahrgangsstufen 9 oder 10, vereinzelt auch in Jahrgangsstufe 8. Das Thema wird im Fach Geschichte, bzw. in gesellschaftswissenschaftlichen Fächern, oft aber auch im Ethik-, Religions- oder Deutschunterricht mit einer fachspezifischen Schwerpunktsetzung behandelt. Im Sekundarbereich II sind Nationalsozialismus und Holocaust erneut verpflichtender Unterrichtsgegenstand. Im Jahr 2014 veröffentlichte die Kultusministerkonferenz neue Empfehlungen zur Erinnerungskultur als Gegenstand historisch-politischer Bildung in der Schule. In Anschluss an internationale Entwicklungen wird darin ein breiterer Fokus der Holocaust-Erziehung, der auch Genozide wie in Sarajevo und Srebrenica oder Ruanda einschließt, empfohlen.

## Ansätze
Die Erziehungswissenschaftlerinnen Eva Matthes und Elisabeth Meilhammer unterscheiden zwei Hauptlinien aus einer großen Zahl heterogener Ansätze, verweisen aber auch auf eine Vielzahl von Mischformen und Überschneidungen. Die erste Hauptlinie sei durch den Verweis auf die Singularität der Shoah geprägt und legt einen besonderen Fokus auf die Kenntnis des historischen Geschehens. Auf Basis dieses Wissens soll dann „eine weiterführende Reflexion mit Blick auf Haltungen und Verhalten heutiger Adressaten erfolgen“.
Andere Ansätze schließen indirekter an den Holocaust an und verstehen sich als allgemeine Menschenrechtsbildung, in der der Holocaust nur als ein, aber zentrales Beispiel für Völkermorde allgemein gilt. Sie entstanden aus der Übertragung der Vorurteilsproblematik und Diskriminierung vom europäischen Fall auf die US-amerikanische Rassensegretation. Diese Ansätze behandeln häufig auch Themen wie Rassismus oder Rechtsextremismus und stehen somit auch der antirassistischen Erziehung nahe. Diese international auch übertragbare Richtung läuft aber Gefahr, die nationalen Besonderheiten einer Vermittlung (etwa in Deutschland als Täterland oder in Israel) zu übergehen. Die Diagnose, dass es sich bei der deutschen Gesellschaft um eine Migrationsgesellschaft handelt, ist für die Holocaust Education ebenfalls mit Herausforderungen verbunden. Meilhammer und Matthes empfehlen deshalb in besonderem Maße die Orientierung an der jeweiligen Zielgruppe, ohne diese zu „othern“ oder mit bestimmten Zuschreibungen zu versehen.

### Methoden
Zu den in der Holocaust Education angewandten Konzepten gehören klassischerweise Gespräche mit Zeitzeugen. Weil diese aber mit fortschreitender Zeit unmöglich werden, werden sie durch Aufzeichnungen von Interviews ersetzt. Insbesondere durch die Popularität des Films Schindlers Liste (der inzwischen selbst pädagogisch genutzt wird) wurde eine weltweite Kampagne angestoßen, Zeitzeugeninterviews aufzunehmen. Eine ebenfalls wichtige Rolle nehmen Besuche von Gedenkstätten ein.

### Akteure und Institutionen
Wichtige transnationale Akteure sind die Mitarbeiter von Gedenkstätten und Museen weltweit. Größere Museen und Gedenkstätten wie das Anne-Frank-Haus oder Yad Vashem haben eigene pädagogische Abteilungen, die nicht nur selbst Bildungsangebote konzipieren, sondern auch Fort- und Weiterbildungen für Pädagogen anbieten. Die unterschiedlichen Gedenkstätten sind zumeist gut untereinander vernetzt. Die staatlich geförderte Gedenkstätte Yad Vashem gehört zu den wichtigsten Institutionen innerhalb des Felds.
Viele der dort weitergebildeten oder anderweitig motivierte Lehrer betreiben Holocaust-Erziehung auch in Schulen. Auch an Universitäten findet zudem eine Auseinandersetzung mit Holocaust-Erziehung statt. Die UNESCO fördert Forscher und Lehrende an Universitäten, um den internationalen Austausch im Feld zu stärken. Zuletzt wird auch in NGOs und von nicht-schulischen staatlichen Stellen aus Holocaust-Erziehung betrieben und gefördert. Die entsprechenden Akteure vernetzen sich häufig untereinander und auch international. In Deutschland trug beispielsweise die Aktion Sühnezeichen dazu bei, Freiwillige in Ansätzen der Shoah-Erziehung zu schulen. Mit Beginn des Schuljahres 2022/23 soll Holocaust und Geschichte der Juden in Rumänien als verbindliches Unterrichtsfach an den Schulen eingeführt werden.